# Jean Garrigat
Jean Garrigat, né le 25 janvier 1839 à Bergerac (Dordogne) et mort le 20 janvier 1891 à Paris 17e, est un homme politique français.
Médecin à Bergerac, il est conseiller municipal, opposant à l'Empire. En octobre 1871, il est conseiller général. Il est député de la Dordogne de 1876 à 1885, et fait partie des 363 députés qui refusent la confiance au gouvernement d'Albert de Broglie, le 16 mai 1877. Il est sénateur de la Dordogne de 1885 à 1891.

## Sources
- « Jean Garrigat », dans Adolphe Robert et Gaston Cougny, Dictionnaire des parlementaires français, Edgar Bourloton, 1889-1891 [détail de l’édition]
- « Jean Garrigat », dans le Dictionnaire des parlementaires français (1889-1940), sous la direction de Jean Jolly, PUF, 1960 [détail de l’édition]